# Rusa II
Rusa II – król Urartu w latach 685–639 p.n.e., syn Argisztiego II.
Panowanie Rusy II przypadło na okres upadku państwa. Klęski jego poprzedników i zburzenie Musasira osłabiło Urartu. Ojciec Rusy II na skutek przegranych wojen zmuszony był do odstąpienia Asyrii części terytoriów Urartu i prawdopodobnie płacenia daniny. Oprócz zagrożenia ze strony Asyrii od południa, północno-wschodnie granice państwa były narażone na najazdy Scytów i Kimerów.
Około 681 roku p.n.e. w asyryjskiej Medi wybuchły walki przeciwko władzy w Niniwie. Król asyryjski, Sennacheryb, został zabity, a jego zabójcy uciekli do urartyjskiej prowincji Szuprii. Wzmianki o tych wydarzeniach zachowały się na tabliczkach glinianych w archiwach asyryjskich, w Biblii – w Drugiej Księdze Królewskiej i Księdze Izajasza. Wspominał o tym również Mojżesz Choreński:
„...powrócił Sinaheriba, król asyryjski, i żył w Niniwie. I kiedy bił pokłony w domu Nisrocha, boga swojego, Adramelech i Szarezer, synowie jego, zabili go mieczem i uciekli do ziemi Ararackiej. I zasiadł na tronie zamiast niego Asardan, syn jego”. Opisane wydarzenia odwróciły uwagę Asyrii od Urartu i Rusa II otrzymał możliwość przywrócenia państwu byłej potęgi. Jednym z pierwszych kroków Rusy II było odrodzenie kultu Chaldiego poprzez zbudowanie nowego ośrodka kultu na północnym brzegu Wanu. Ponadto Rusa II wzniósł miasta Bastam, Ajanis, Tejszebaini oraz Rusahinili, dokąd przeniósł swoją stolicę. Większość z jego budowli nosiły sakralny charakter. Tejszebaini natomiast było zbudowane w celu obrony przed najazdami Kimerów. Oprócz prac budowlanych Rusa II przedsięwziął kilka udanych wypraw wojennych na zachód, sprowadzając jeńców, których wykorzystano następnie do umocnienia i budowy nowych twierdz oraz wzniesienia monumentów.
|  | Tabliczka gliniana, znaleziona pod koniec XIX wieku na północno-zachodnim brzegu jeziora Wan. Inskrypcja uszkodzona: „...miasto boga Chaldiego krainy Ziukuni Rusa, syn Argisztiego, mówi: Uprowadziłem kobiety z wrogiego kraju... lud krajów Muszkini, Hate, Halitu... tej twierdzy, a także miastom w okolicy tej twierdzy... do owej twierdzy dołączyłem. ...Rusa, syn Argisztiego, mówi: Bóg Chaldi obdarzył mnie... Dla Boga Chaldiego dokonałem owych wielkich czynów. Mocą boga Chaldiego Rusa, syn Argisztiego, król potężny, król wielki, król krainy Bianili, król krajów, władca miasta Tuszpy”. |
|  | Napis, znaleziony w 1961 roku podczas wykopalisk archeologicznych na wzgórzu Karmir Blur. Inskrypcja: „Bogu Chaldiemu, swojemu władcy, tę świątynię Rusa, syn Argisztiego, zbudował”. |